# Juliane Lepoureau
Juliane Lepoureau est une actrice française, née le 21 avril 2008 à Méry-sur-Oise (Val-d'Oise) en France.
Elle apparaît pour la première fois au cinéma dans le film La Dernière Leçon, de Pascale Pouzadoux, en 2015. Elle est notamment connue grâce à son rôle de Britney Duquesne dans La Ch'tite Famille.

## Biographie

### Enfance et formation
Juliane Lepoureau naît le 21 avril 2008 à Méry-sur-Oise, dans le Val-d'Oise, en France. Sa sœur, Sévane Lepoureau, est aussi actrice. Elle a notamment joué dans la série Sam.
Elle fait ses études au collège de sa ville natale, Méry-sur-Oise, et joue au football dans le club de la ville, l‘Entente Méry-Mériel-Bessancourt.

### Carrière
En 2014, Juliane Lepoureau fait ses débuts à la télévision et au cinéma. Elle joue d'abord dans la série télévisée Lanester, de Franck Mancuso avant de camper le rôle de Lou dans La Dernière Leçon, de Pascale Pouzadoux. En 2016, elle joue dans L'Échange des princesses aux côtés de Lambert Wilson. Elle joue le rôle de Marie-Victoire et sa prestation est saluée dans la presse française,. En 2017, elle se fait connaître du grand public en interprétant Britney Duquesne dans La Ch'tite Famille, une comédie de Dany Boon.
En 2021, Juliane Lepoureau obtient l'un des rôles principaux dans la série L'Absente, diffusé sur Arte. La même année, elle joue dans le téléfilm Fais pas ci, fais pas ça : Y aura-t-il Noël à Noël ? avec Guillaume de Tonquédec et Isabelle Nanty, avec qui elle avait déjà joué dans le court-métrage Dessine-moi un alien de Cyprien.
En 2023, elle joue dans Toni, en famille, le deuxième long métrage du réalisateur Nathan Ambrosioni. Elle joue le rôle d'Olivia aux côtés de Camille Cottin et Léa Lopez.

## Filmographie
Sauf indication contraire ou complémentaire, les informations mentionnées dans cette section proviennent de la base de données IBDb.

### Cinéma

#### Longs métrages
- 2014 : La Dernière Leçon, de Pascale Pouzadoux : Lou
- 2014 : Crache cœur, de Julia Kowalski : Camilia
- 2015 : Le Voyage de Fanny, de Lola Doillon : Georgette
- 2016 : L'Échange des princesses, de Marc Dugain : Marie-Victoire
- 2017 : La Ch'tite Famille, de Dany Boon : Britney
- 2018 : Les Vétos, de Julie Manoukian : Zelda
- 2023 : Toni, en famille, de Nathan Ambrosioni : Olivia

#### Courts métrages
- 2011 : Teach Me to Talk : Roxanne
- 2014 : Le Dernier Noël, d'Harry Bozino : Charlotte
- 2015 : Mauvaise conduite, de Julien Guetta : Kurtie
- 2018 : Dessine-moi un alien de Cyprien : Léa
- 2019 : Why the Robots, d'Yseult Le Goarning

### Télévision

#### Téléfilms
- 2020 : Fais pas ci, fais pas ça : Y aura-t-il Noël à Noël ?, de Michel Leclerc : Salomé

#### Séries télévisées
- 2014 : Lanester, de Franck Mancuso : Juliette Arnault (1 épisode)
- 2018 : L'Agent immobilier, d'Etgar Keret : Clotilde (4 épisodes)
- 2019 : Unité 42, de Mathieu Mortelmans : Léa Remacle (2 épisodes)
- 2021 : L'Absente, de Karim Ouaret : Marina enfant (rôle principal, 11 épisodes)
- 2021 : Nos mots nomades, de Philippe Percebois : Juliane (1 épisode)
- 2023 : Threehouse Stories (rôle principal)

## Doublage

### Télévision

#### Séries d'animation
- 2016 - 2021 : La cabane à histoires, de Célia Rivière : Fanny (rôle principal, 48 épisodes)